# Conseil suisse des activités de jeunesse
 (janvier 2025).
Le Conseil suisse des activités de jeunesse (CSAJ, en allemand : Schweizerische Arbeitsgemeinschaft der Jugendverbände) est une organisation faîtière qui regroupe environ 80 organisations de jeunesse de Suisse, et qui représente leurs intérêts auprès des administrations, au sein des organes politiques et auprès de la population. Le CSAJ a été créé en 1933. Il organise directement plusieurs projets, dont la session fédérale des jeunes.

## But
La politique de l’enfance et de la jeunesse est l’activité principale du CSAJ. Le CSAJ s’engage également pour l’égalité des chances et soutient de manière générale la promotion de la santé. Le CSAJ se compose d’environ 120 bénévoles et de 16 collaborateurs salariés, est indépendant au niveau confessionnel et des partis et n’est pas orienté vers le profit.

Le CSAJ s’engage pour que le travail bénévole obtienne une meilleure place en politique et au niveau de la société.  

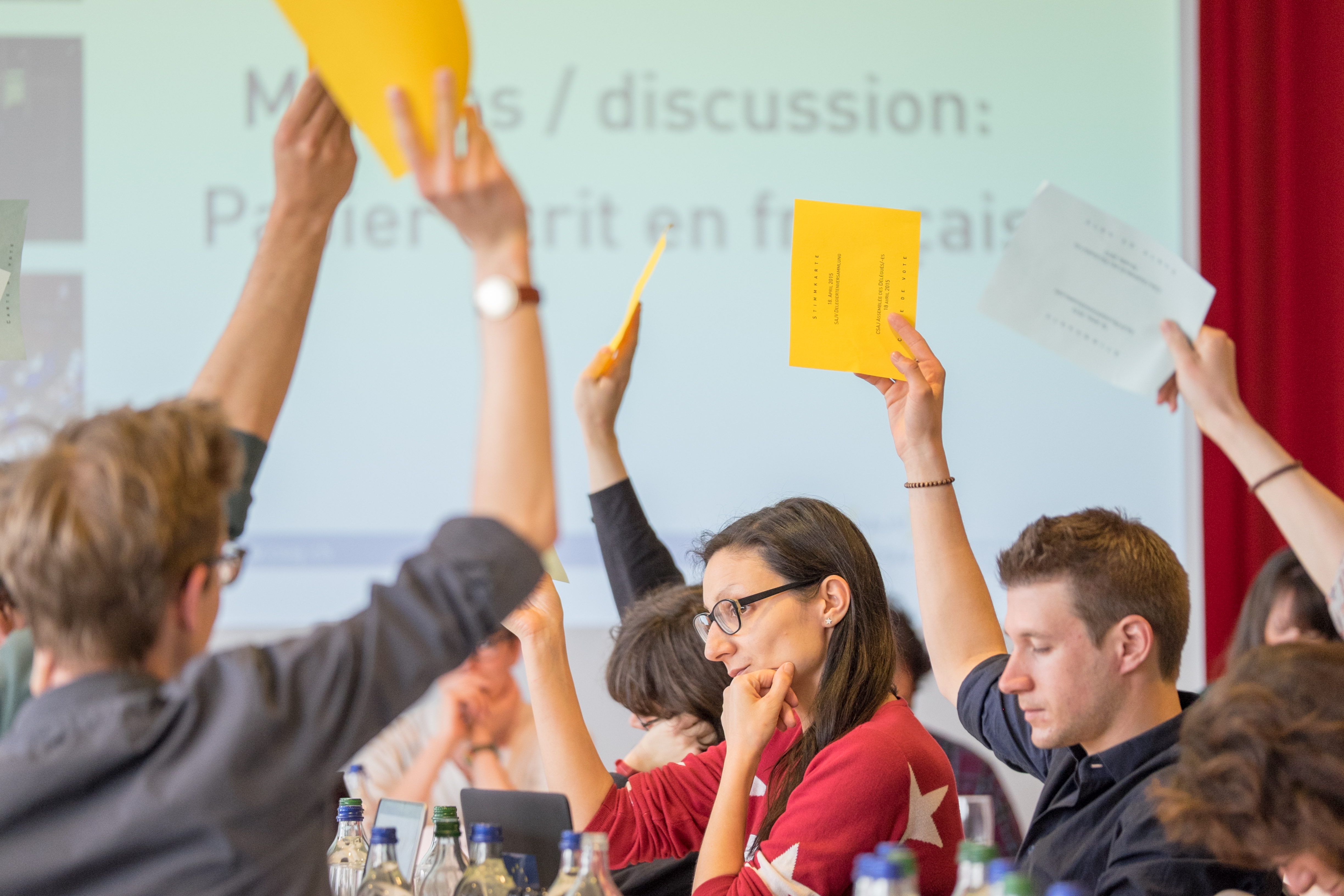
Assemblée des délégués du CSAJ en 2015.